# 황일수
황일수(黃一琇, 1987년 8월 8일 ~ )는 대한민국의 축구 선수로, 현재 K리그2 경남 FC에서 공격수로 뛰고 있다. 주무기인 빠른 발로 인해 세계적인 단거리 달리기 선수인 우사인 볼트의 이름에서 따온 '황볼트'라는 별명을 얻었다.

## 축구인 경력

### 선수 경력

#### 대구 FC
황일수는 2010 K리그 드래프트에서 4순위로 지명되어 대구 FC에 입단하여 첫 해부터 주전 공격수로 자리잡았다. 리그 첫 골은 5월 2일 강원 FC와의 경기였는데, 전반 4분 만에 골을 터뜨리며 경기에서 MVP로 선정되었다. 데뷔 시즌 리그와 리그컵을 합쳐 30경기에 출전하여 4골 5도움을 기록하였다.

#### 제주 유나이티드
2013 시즌 대구가 K리그 챌린지로 강등되자 시즌 종료 후 여러 클럽들의 러브콜을 받았고, 허재원과 현금을 제시한 제주 유나이티드로 이적하였다. 제주에서의 첫 시즌, 시즌 중반 약 2달 간의 부상 공백에도 불구하고 리그 31경기에 나서 7골 3도움을 기록하였다.

#### 상주 상무
2014 시즌이 종료된 후 병역 의무 이행을 위해 상주 상무에 입단하였다. 2016년 상주 상무 전역하고, 제주 유나이티드로 복귀를 하였다.

#### 옌볜 푸더
2017년 황일수는 중국 슈퍼리그의 옌볜 푸더로 이적하였다.

#### 울산 현대
중국 슈퍼리그 2017 시즌 강등된 옌볜 푸더와 계약을 해지한 황일수는 2018년 1월 30일에 울산 현대에 이적하였다.

#### 경남 FC
2020 시즌을 앞두고 경남 FC로 이적하였다.

## 국가대표팀 경력
- 러시아 월드컵 예선 카타르 전, 이라크 평가전을 앞두고 같은 팀 동료인 이창민과 같이 생애 첫 대한민국 대표팀 명단에 포함되었다. 이라크 평가전에서 기성용과 교체 투입되어 A매치 데뷔전을 치르게 되었다.

## 수상

### 클럽

#### 상주 상무
- K리그 챌린지
  - 우승 1회 : 2015

#### 울산현대
- FA컵
  - 준우승 1회 : 2018